# Seymour Cray
Pour les articles homonymes, voir Cray.
Seymour Roger Cray, né le 28 septembre 1925 à Chippewa Falls dans le Wisconsin et mort le 5 octobre 1996, est un ingénieur américain. Il est notamment connu pour avoir conçu plusieurs superordinateurs et fondé la société qui porte son nom, Cray Research.
Pendant près de trois décennies, la réponse automatique à la question : « Quelle entreprise fabrique l'ordinateur le plus rapide ? » fut : « Celle où est impliqué Seymour Cray. »

## Biographie

### Formation
En 1950, Seymour Cray obtient un Bachelor of Science en génie électrique et, en 1951, un Master of Science en mathématiques appliquées à l'Université du Minnesota.[réf. souhaitée]

### Carrière

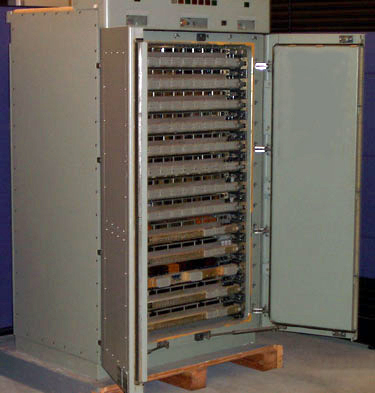
Ordinateur NTDS AN/USQ-20, conçu par Cray pour l'US Navy. Il ne fut jamais produit en série.

De 1950 à 1957, Seymour Cray travaille pour l'Engineering Research Associates (ERA), concepteur de l'ERA 1103, le premier fabricant d'ordinateurs scientifiques. En 1957, il cofonde Control Data Corporation (CDC) et participe à la conception du premier superordinateur, le modèle CDC 6600,.
En 1972, il cofonde sa société, Cray Research, Inc., et crée en particulier le Cray-1 en 1976 et le Cray-2 en 1985.
En 1989, il fonde Cray Computer Corporation. Le Cray-3 ne fut jamais produit, et la société fait faillite en 1995, alors que celle qu'il avait fondée en 1972 contrôlait de son côté trois quarts du marché mondial des superordinateurs.
La même année, il fonde SRC (Seymour Roger Cray) Computer Inc.
Seymour Cray meurt en 1996 des suites d'un accident de la route.

## Hommage
Un prix porte son nom, le Seymour Cray Computer Engineering Award. Il est décerné tous les ans à une personnalité marquante dans le domaine du calcul haute performance.